# 양산 화악당 태영 진영
양산 화악당 태영 진영(梁山 華岳堂 泰營 眞影)은 경상남도 양산시 하북면 지산리, 통도사에 있는 조선시대의 초상화이다. 
2006년 11월 2일 경상남도의 유형문화재 제450-13호 화악당태영영정으로 지정되었다가, 2018년 12월 20일 현재의 명칭으로 변경되었다.

## 개요
이 영정은 화악당 태영의 좌안7분면 바닥가부좌상 영정이다. 상단은 국화문이 그려진 세 폭 병풍이 있고 하단에는 돗자리를 깔고 있으며 인물 옆으로 펼쳐진 경전과 서안이 비스듬히 배치되어 있다. 인물은 청색장삼에 세 개의 매듭으로 연결된 적색 가사를 수하고 있으며 왼손에는 목리문이 있는 주장자를 들고 오른손은 붉은 색 염주를 가볍게 쥐고 있다.
화면 향우측으로 화제가 있고 향좌측에는 영찬, 화면하단에 주지묵서의 화기가 있어 1853년(咸豊三年)에 제작되었음을 알 수 있다.
화면크기는 가로 80.7cm, 세로 121.3cm이다.

## 참고 자료
- 양산 화약당 태영 진영 - 국가유산청 국가유산포털